# Petite-Rosselle
Petite-Rosselle település Franciaországban, Moselle megyében. Lakosainak száma 6176 fő (2022. január 1.). Petite-Rosselle Forbach községgel határos.

## Népesség
A település népességének változása:
| Lakosok száma | 8301 | 7160 | 6944 | 6623 | 6486 | 6401 | 6338 | 6298 | 6257 | 6176 |
|               | 1968 | 1982 | 1990 | 2006 | 2013 | 2015 | 2017 | 2019 | 2020 | 2022 |